# Lawrence County (Arkansas)
Lawrence County is een county in de Amerikaanse staat Arkansas.
De county heeft een landoppervlakte van 1.519 km² en telt 17.774 inwoners (volkstelling 2000). De hoofdplaats is Walnut Ridge.